# Campionati europei di beach volley 1999
I Campionati europei di beach volley 1999 si sono svolti ad agosto 1999 a Palma di Maiorca in Spagna.

## Podi
| Evento                      | Oro                                      | Argento                                      | Bronzo                               |
| Torneo maschile (dettagli)  | Svizzera Martin Laciga Paul Laciga       | Spagna Javier Bosma Fabio Díez Steinaker     | Norvegia Jan Kvalheim Bjørn Maaseide |
| Torneo femminile (dettagli) | Italia Laura Bruschini Annamaria Solazzi | Paesi Bassi Anabelle Prawerman Cécile Rigaux | Rep. Ceca Eva Celbová Sona Novaková  |

## Medagliere
| Posizione | Nazione   | Oro | Argento | Bronzo | Totale |
| --------- | --------- | --- | ------- | ------ | ------ |
| 1         | Italia    | 1   | 0       | 0      | 1      |
| 1         | Svizzera  | 1   | 0       | 0      | 1      |
| 3         | Spagna    | 0   | 1       | 0      | 1      |
| 3         | Francia   | 0   | 1       | 0      | 1      |
| 5         | Norvegia  | 0   | 0       | 1      | 1      |
| 5         | Rep. Ceca | 0   | 0       | 1      | 1      |
| Totale    | Totale    | 2   | 2       | 2      | 6      |